# SN 1998bx
SN 1998bx – supernowa odkryta 21 kwietnia 1998 roku w galaktyce A111228-0558. W momencie odkrycia miała maksymalną jasność 19,60m.